# One Kansas City Place
One Kansas City Place (произносится Уа́н Кэ́нзас Си́ти Плэйс) — офисный небоскрёб, расположенный по адресу: 1200, Мэйн-стрит, Канзас-Сити, Миссури, США. Является самым высоким зданием не только города, но и всего штата с 1988 года по настоящее время. Построен в стиле постмодернизма.

## История, описание
One Kansas City Place (OKCP) был построен как одно из зданий крупного комплекса, который должен был состоять из восьми зданий (5 офисных и 3 жилых) высотностью от 14 до 65 этажей. Однако этим планам не суждено было осуществиться, строительство шести зданий этого комплекса было отменено, в том числе двух самых высоких (65 и 55 этажей). Помимо OKCP было построено лишь офисное 18-этажное 1200 Wyandotte.
В 2008 году компания Kansas City Power and Light Company арендовала около 27 870 м² (ок. 34,6 % от общей полезной площади небоскрёба) на 12 этажах, разместив там около 700 своих сотрудников. Таким образом KSP&LC стала крупнейшим арендатором здания. Договор аренды заключён на 23 года, на крыше здания размещён их логотип высотой пять метров.
Из 42 надземных этажей небоскрёба под офисы отданы 40, нижние два занимают магазины розничной торговли.
Основные параметры
- Строительство — с 1985 по 1988 год
- Высота — 199,3 м (антенна), 189,9 м (крыша)
- Полезная площадь — 80 515 м²
- Этажность — 42 + 5 подземных (1200 парковочных мест)
- Лифтов — 22
- Архитектор — BNIM[англ.]
- Стоимость строительства — 140 млн долларов